# Bartolomeo Nazari

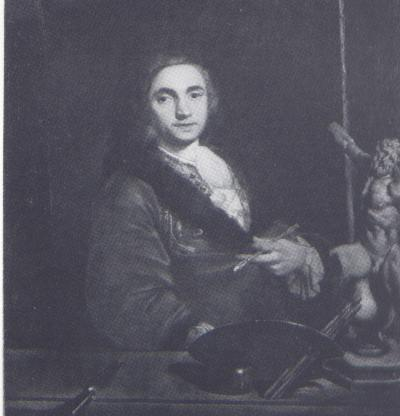
Selbstporträt, nach 1714, Molinari Pradelli Sammlung

Bartolomeo Nazari (auch Bartolommeo) (geboren 31. Mai 1693 in Clusone bei Bergamo; gestorben 24. August 1758 in Mailand) war ein italienischer Maler des Spätbarock, der als Porträtmaler hauptsächlich in Venedig wirkte.

## Leben
Nazari war ab 1716 Schüler von Angelo Trevisani. Er besuchte 1720 bis 1723 Rom, wo er Schüler von Francesco Trevisani und Benedetto Luti war. Manchmal wird auch vermutet, dass er Schüler von Fra Galgario in Bergamo war. Ab 1724 war er in Venedig, wo er 1726 in die Malergilde aufgenommen wurde. 1744 malte er Kaiser Karl VII. und dessen Familie in Frankfurt am Main. Ab 1756 war er Mitglied der Akademie der Künste in Venedig. Er malte in Venedig im Auftrag der Mäzene und Sammler Johann Matthias von der Schulenburg und auch des britischen Konsuls Joseph Smith. Er starb während der Rückreise von Genua, wo er den Dogen porträtierte. Er malte unter anderem die Sänger Farinelli und Faustina Bordoni.
Seine Tochter Maria Giacomina Nazari (* 1724 (?)) und sein Sohn Nazario Nazari waren ebenfalls Maler.

## Galerie

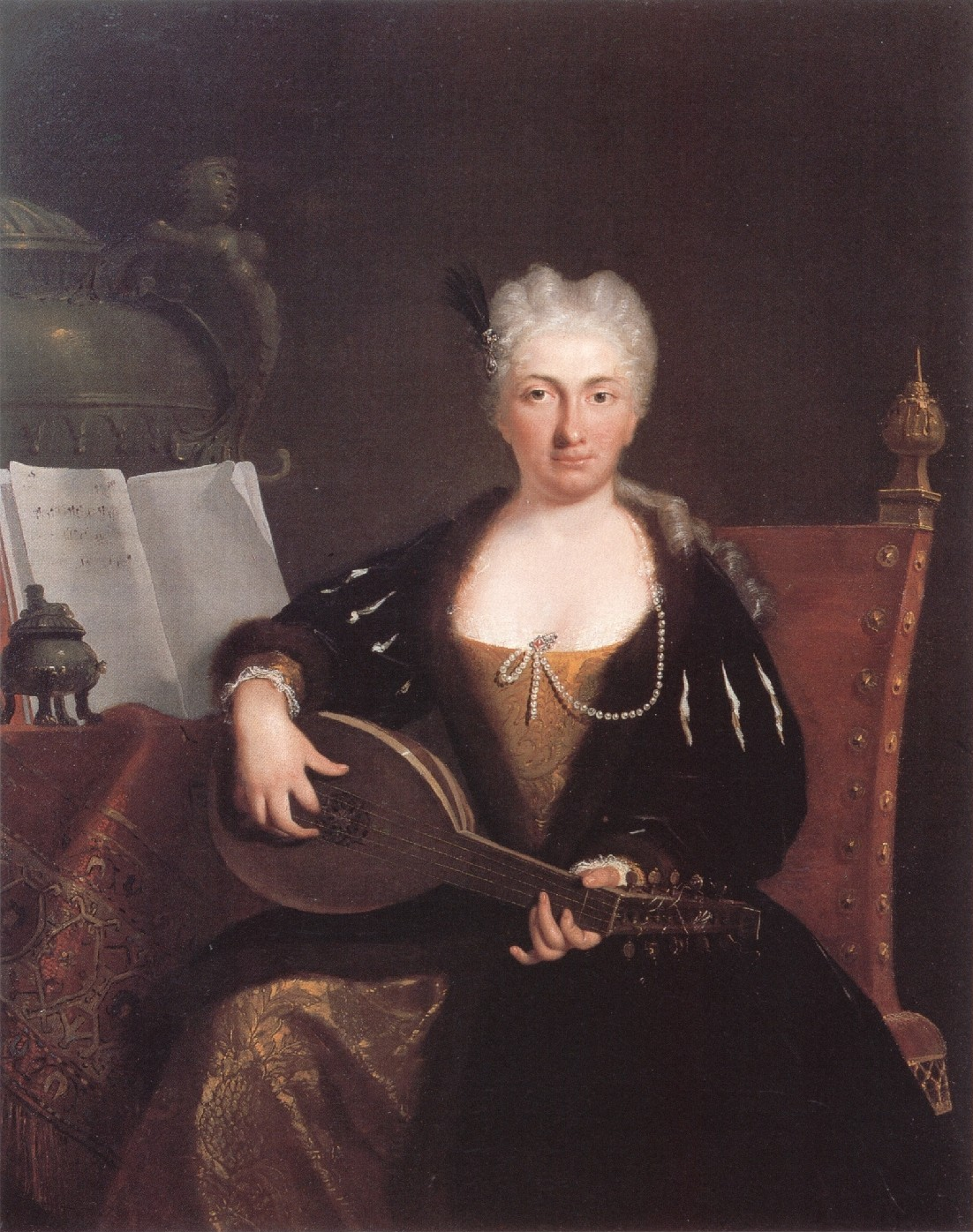
Faustina Bordoni, Händelhaus London
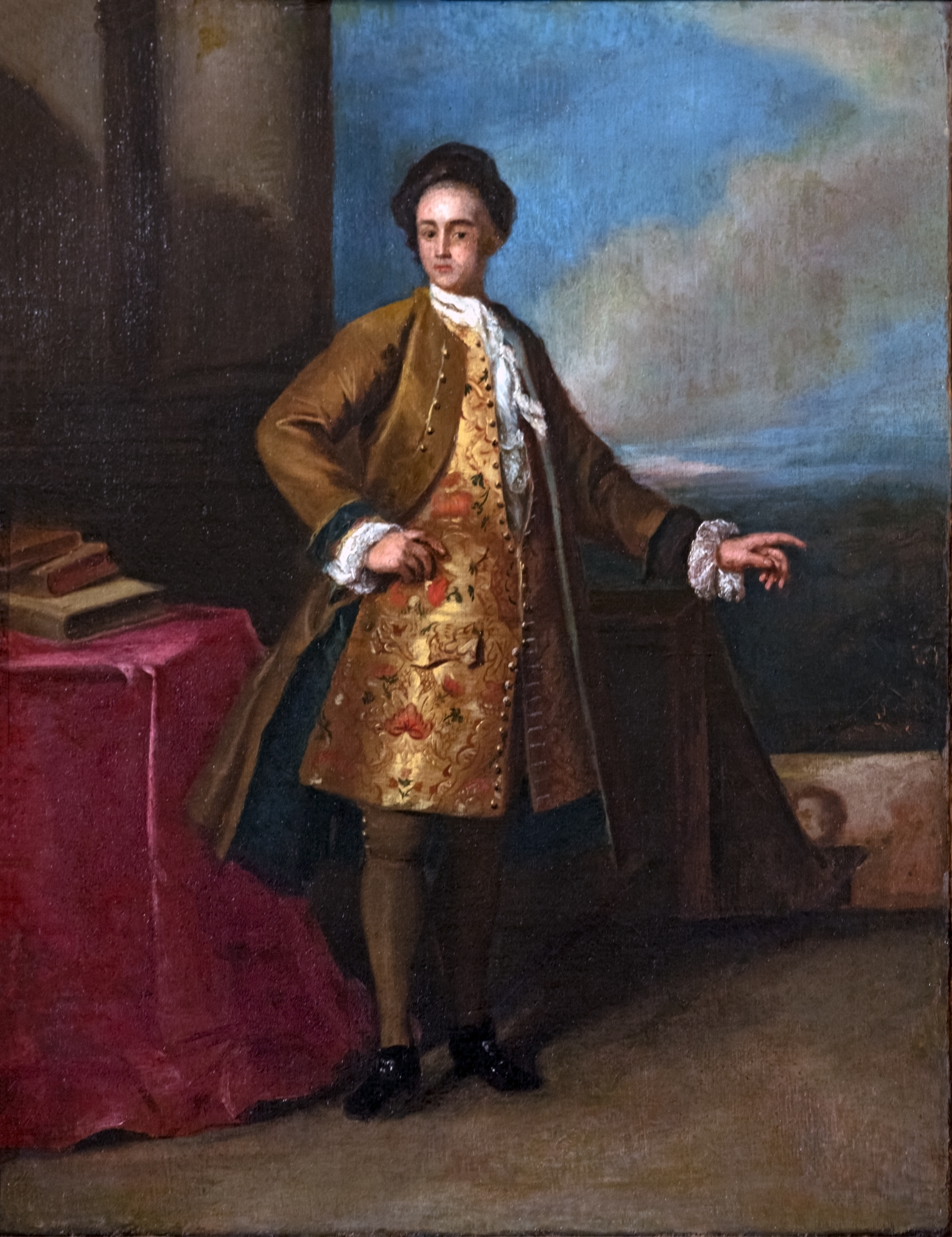
Samuel Egerton
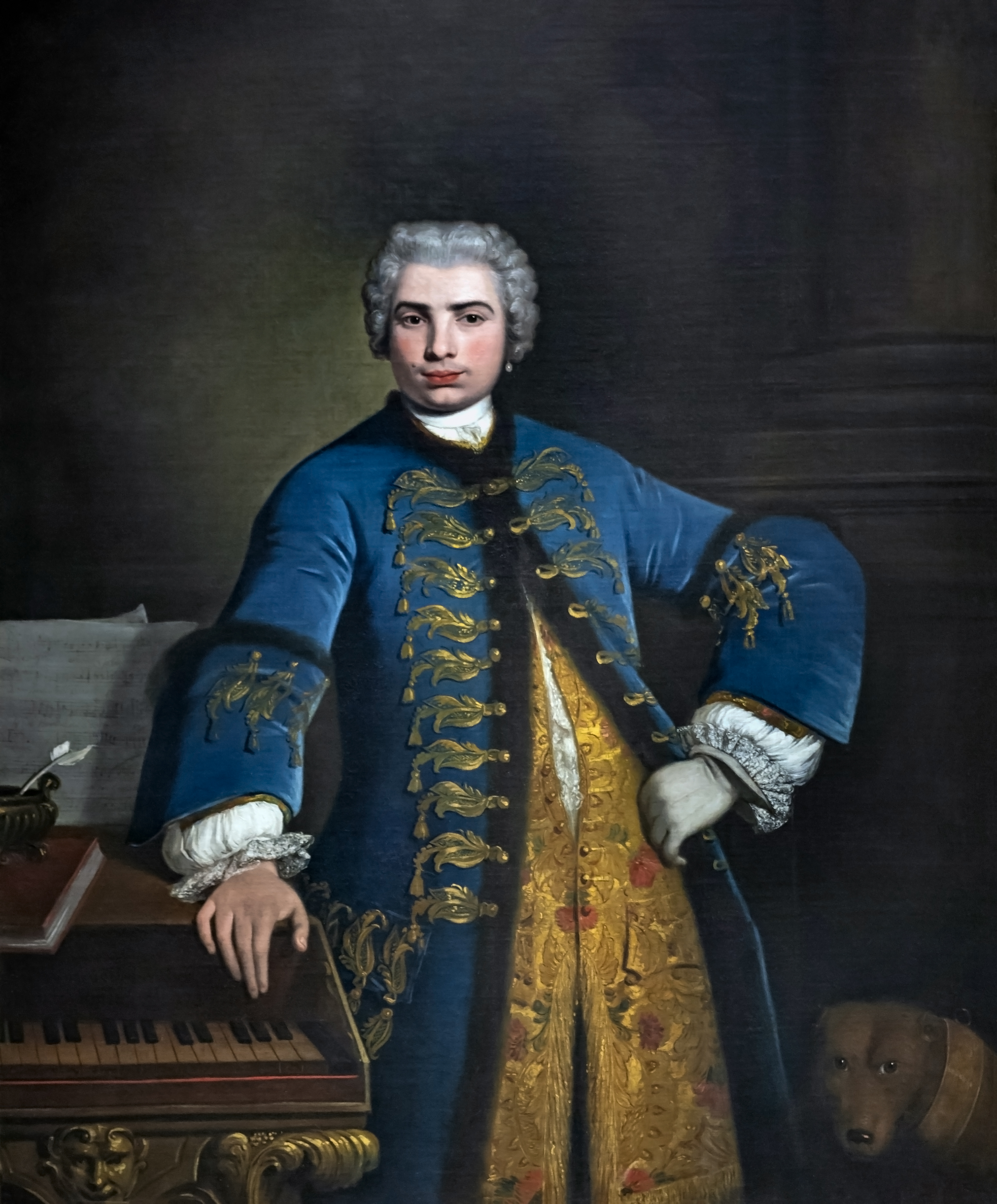
Farinelli
Gian Rinaldo Carli
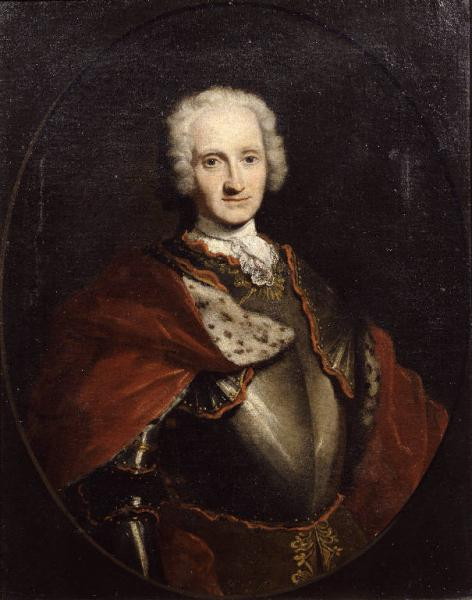
Giacomo Carrara
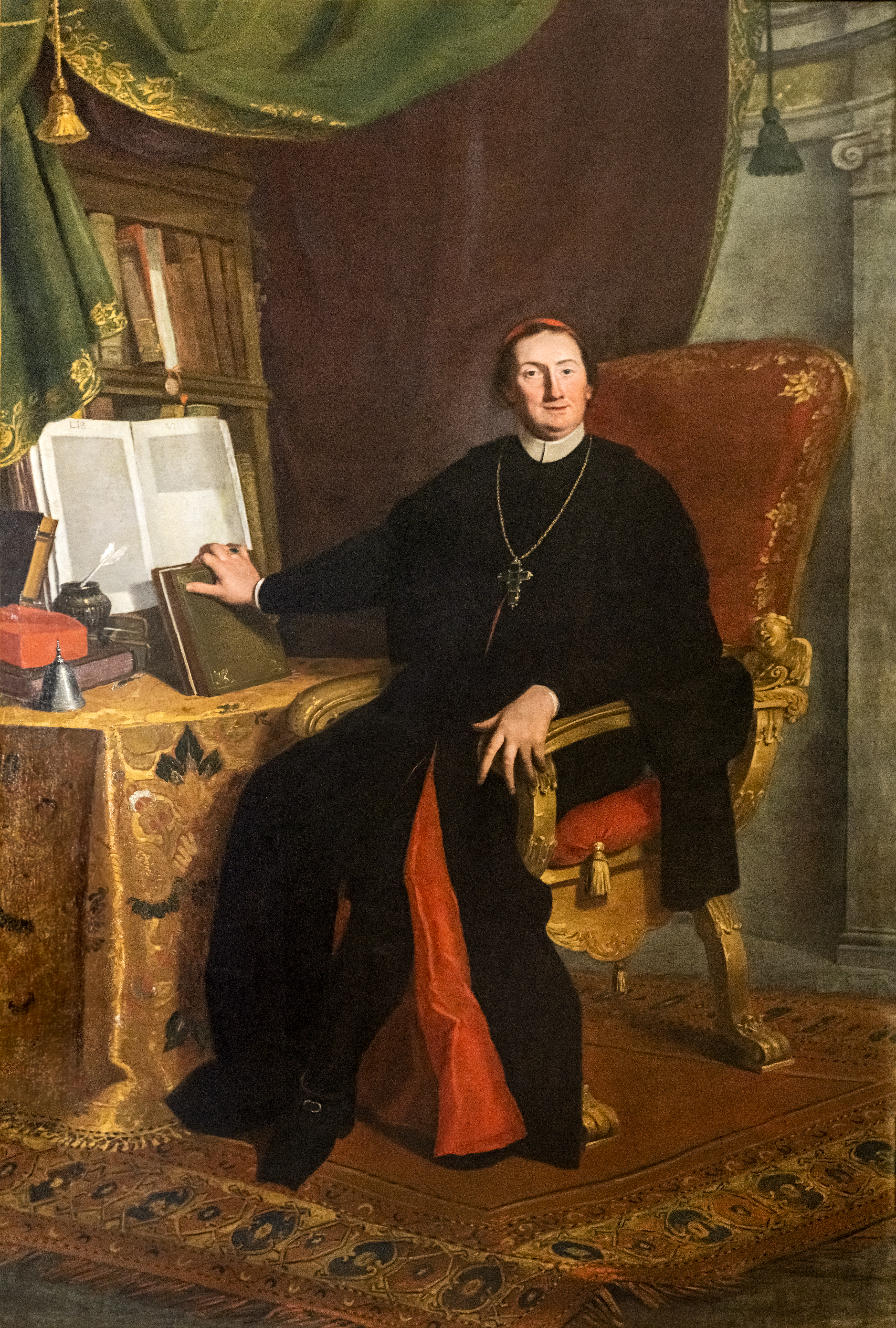
Angelo Maria Quirini
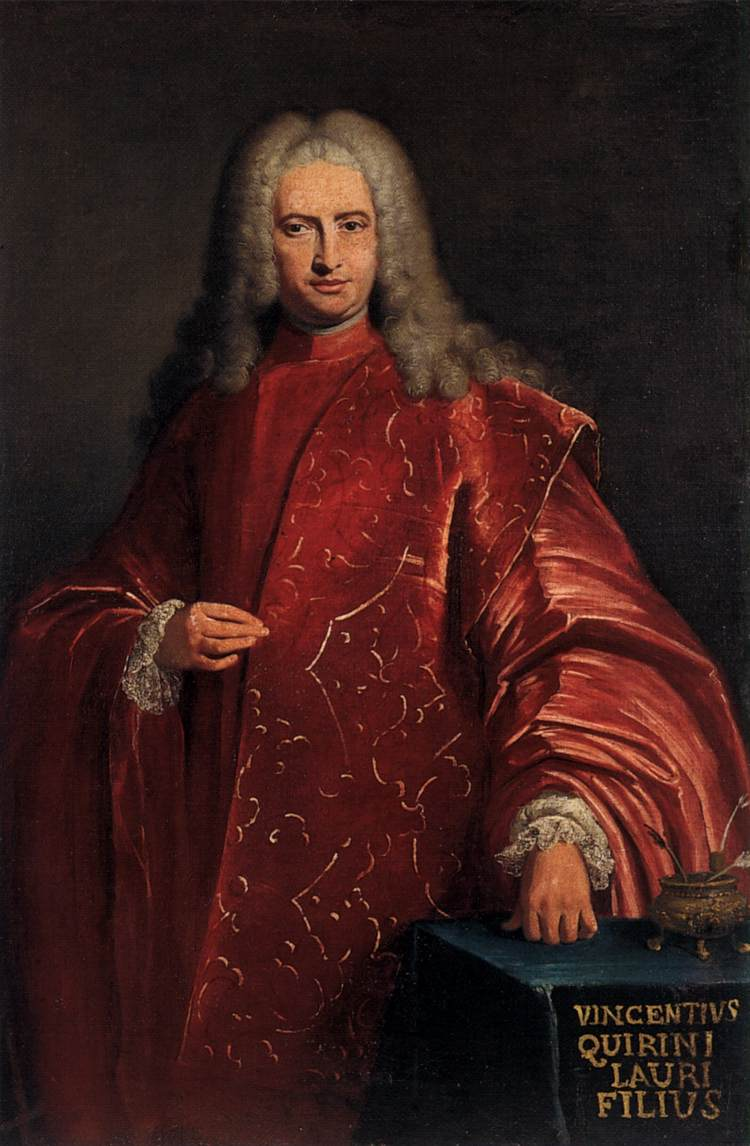
Vincenzo Querini